# Shimane (prefectuur)
De prefectuur Shimane (Japans: 島根県, Shimane-ken) is een Japanse prefectuur in de regio Chūgoku in Honshu. Op 1 mei 2009 had de prefectuur 720.595 inwoners. De bevolkingsdichtheid bedroeg 107 inw./km². De oppervlakte van de prefectuur is 6707,86 km². De hoofdstad is Matsue. De Oki-eilanden horen ook bij deze prefectuur.

## Geschiedenis
De huidige prefectuur Shimane wordt gevormd door de voormalige provincies van Japan Iwami, Izumo en Oki.

Tijdens de Heianperiode en de Kamakuraperiode verschoof de macht in Japan van de adel (keizer) naar de strijdersklasse (het shogunaat). Keizers Go-Toba in 1221 en Go-Daigo in 1332 deden vergeefse pogingen om de keizerlijke macht te herstellen en het shogunaat ten val te brengen. Ze werden beide verbannen naar de Oki-eilanden. Deze eilanden werden vanaf 724 tot het einde van de Edoperiode gebruikt als ballingsoord. Tijdens de Kamakuraperiode (1192-1333) stond Shimane onder de controle van de Sasaki-clan. Tijdens de Sengoku-periode was de Amako-clan de heerser over Shimane. In 1566 kwam Shimane onder het bestuur van de Mori-clan.
In 1600 werd Yoshiharu Horio de heerser over Izumo en Oki. Hij bouwde het kasteel Matsue en was de stichter van de stad Matsue. In 1638 volgde Naomasa Matsudaira de Horio-clan op als heerser over Shimane. Dit was de start van de heerschappij van de Matsue-clan, die aan de macht bleef tot aan de Meiji-restauratie. Iwami was onderverdeeld in de domeinen Hamada en Tsuwano. De zilvermijn van Iwami Ginzan (石見銀山, Iwami Ginzan), die vandaag op de werelderfgoedlijst van UNESCO staat, kwam onder direct bestuur van het shogunaat.
In 1871, met de afschaffing van het han-systeem (廃藩置県, haihan-chiken), werden de han Mori (母里藩, Mori-han), Hirose (広瀬藩,Hirose-han) en Matsue (松江藩, Matsue-han) van de voormalige provincie Izumo omgevormd tot prefecturen. Deze 3 prefecturen werden nog hetzelfde jaar omgevormd tot de prefectuur Shimane (島根県, Shimane-ken). Uit de voormalige provincie Iwami ontstond eveneens in 1871 de prefectuur Hamada (浜田県,Hamada-ken). In april 1876 wordt de prefectuur Hamada aangehecht bij de prefectuur Shimane. De voormalige provincie Oki werd in 1871 deel van de prefectuur Tottori. In september 1881 worden de Oki-eilanden toegevoegd aan de prefectuur Shimane. Hiermee kreeg de prefectuur haar hedendaagse grenzen.

## Geografie

### Zelfstandige steden (市 shi)
Er zijn 8 steden in de prefectuur Shimane.
- Gotsu
- Hamada
- Izumo
- Masuda
- Matsue (hoofdstad)
- Oda
- Unnan
- Yasugi

### Gemeenten (郡 gun)
De gemeenten van Shimane, ingedeeld naar district :
| District | Gemeenten                               |
| -------- | --------------------------------------- |
| Iishi    | Iinan                                   |
| Kanoashi | Tsuwano - Yoshika                       |
| Nita     | Okuizumo                                |
| Ochi     | Kawamoto - Misato - Ōnan                |
| Oki      | Ama - Chibu - Nishinoshima - Okinoshima |

### Fusies
(situatie op 1 oktober 2011) 
Zie ook: Gemeentelijke herindeling in Japan
- Op 1 oktober 2004 werden de gemeenten Saigo, Fuse, Goka en Tsuma samengevoegd met Okinoshima. Hierdoor bestond het eiland Dogo uit slechts één gemeente.[5]
- Op 1 oktober 2004 fuseerden de gemeenten Iwami en Mizuho en het dorp Hasumi (allen van het district Ōchi) tot de nieuwe gemeente Ōnan.[5]
- Op 1 oktober 2004 smolten de gemeente Ōchi en het dorp Daiwa (beide van het district Ōchi) samen tot de nieuwe gemeente Misato.[5]
- Op 1 oktober 2004 werd de gemeente Sakurae van het district Ōchi aangehecht bij de stad Gōtsu.[5]
- Op 1 oktober 2004 werden de gemeenten Hakuta en Hirose van het district Nogi aangehecht bij de stad Yasugi. Het district Nogi verdween als gevolg van deze fusie.[5]
- Op 1 november 2004 fuseerden de gemeenten Daitō, Kamo en Kisuki van het district Ōhara met de dorpen Kakeya, Mitoya en Yoshida van het district Iishi tot de nieuwe stad Unnan. Het district Ōhara verdween als gevolg van deze fusie.[5]
- Op 1 november 2004 werden de gemeenten Mito en Hikimi aangehecht bij de stad Masuda. Het district Mino verdween als gevolg van deze fusie.[5]
- Op 1 januari 2005- fuseerden de gemeenten Akagi en Tonbara van het district Iishi tot de nieuwe gemeente Iinan.[6]
- Op 22 maart 2005- smolten de steden Izumo en Hirata en de gemeenten Koryō, Sada, Taisha en Taki van het district Hikawa samen tot de nieuwe stad Izumo.[6]
- Op 31 januari 2005 werden de gemeenten Nita en Yokota van het district Nita samengevoegd tot de nieuwe gemeente Okuizumo.[6]
- Op 31 maart 2005 werden de gemeenten Kashima, Mihonoseki, Shimane, Shinji, Tamayu en Yatsuka en het dorp Yakumo (allen van het district Yatsuka) aangehecht bij de stad Matsue.[6]
- Op 25 september 2005 smolten de gemeenten Nichihara en Tsuwano van het district Kanoashi samen tot de nieuwe gemeente Tsuwano.[6]
- Op 1 oktober 2005 fuseerden het dorp Kakinoki en de gemeente Muikaichi van het district Kanoashi tot de nieuwe gemeente Yoshika.[6]
- Op 1 oktober 2005 werden de gemeenten Nima en Yunotsu van het district Nima aangehecht bij de stad Oda. Het district Nima verdween als gevolg van deze fusie.[6]
- Op 1 oktober 2005 werden de gemeenten Asahi, Kanagi, Misumi en Yasaka van het district Naka aangehecht bij de stad Hamada. Het district Naka verdween als gevolg van deze fusie.[6]
- Op 1 augustus 2011 werd de gemeente Higashiizumo van het district Yatsuka aangehecht bij de stad Matsue. Het district Yatsuka verdween als gevolg van deze fusie.[7]
- Op 1 oktober 2011 werd de gemeente Hikawa van het district Hikawa aangehecht bij de stad Izumo. Het district Hikawa is na deze fusie verdwenen.[7]

## Demografie
| Bevolkingsdiagram                                           |                                                                 |
| Bevolkingspiramiden van Shimane en het nationale gemiddelde | De bevolkingspiramide van Shimane en de bevolking naar geslacht |
| ■ Purper is Shimane ■ Groen is het nationale gemiddelde     | ■ Blauw = man ■ Rood = vrouw                                    |

## Cultuur

### Universiteiten
- Shimane-universiteit (島根大学, Shimane Daigaku), een nationale universiteit[9]
- Universiteit van Shimane (島根県立大学, Shimane kenritu daigaku), een prefecturele universiteit[10]